# パレート (イタリア)
パレート（伊: Pareto）は、イタリア共和国ピエモンテ州アレッサンドリア県にある、人口約500人の基礎自治体（コムーネ）。

## 地理

### 位置・広がり
| 隣接するコムーネは以下の通り。括弧内のSVはサヴォーナ県所属を示す。 - カルトージオ - ジュズヴァッラ (SV) - マルヴィチーノ - ミオーリア (SV) - ポンツォーネ - サッセッロ (SV) - スピーニョ・モンフェッラート |

### 地震分類
イタリアの地震リスク階級 (it) では、3 に分類される
。

## 姉妹都市
- Cauto Cristo、キューバ